# هينديكورت ليه كاجنيكورت
هينديكورت ليه كاجنيكورت (بالفرنسية: Hendecourt-lès-Cagnicourt)‏ هي بلدية تقع في إقليم باد كاليه من منطقة نور با دو كاليه في شمال فرنسا. تبلغ مساحة هذه المدينة 8.86 (كم²)، وترتفع عن سطح البحر 72 م، يبلغ عدد سكانها 321 نسمة حسب إحصاء المعهد الوطني للإحصاء والدراسات الاقتصادية سنة 2009 م. وترأس Denis Sénéchal البلدية خلال فترة (2008-2014).